# 클래식 테트리스 월드 챔피언십

클래식 테트리스 월드 챔피언십(Classic Tetris World Championship, CTWC)은 소셜 게이밍 엑스포가 주최하는 비디오 게임 대회 시리즈이다. 이 대회는 질서의 황홀경: 테트리스 마스터(Ecstasy of Order: The Tetris Masters)을 촬영하던 2010년에 세계 최고의 테트리스 플레이어를 결정하기 위해 시작되었다. 처음 2년 동안 대회는 캘리포니아주 로스앤젤레스에서 열렸으나 2012년 오리건주 포틀랜드로 옮겨 (코로나19 감염병 세계적 유행으로 인해 2021년과 2021년을 제외하고) 2023년까지 매년 그곳에서 개최되었다. 2024년 에디션은 캘리포니아 패서디나 (캘리포니아주)에서 개최되었다.
참가자들은 패밀리컴퓨터 콘솔과 음극선관(CRT) 비디오 디스플레이에서 1989년 닌텐도 버전의 테트리스를 플레이한다. 모든 토너먼트는 실시간 편집 화면과 헤드업 디스플레이를 통해 온라인으로 스트리밍되어 시청자 경험을 향상시킨다. 토너먼트는 처음에 토너먼트의 첫 9번의 반복에서 결승에 진출하고 7개의 타이틀을 획득한 요나스 노이바우어가 지배했다.
2017년 노이바우어가 마지막 승리를 거둔 후, 4년 후 그가 갑작스럽게 사망하기 전까지 토너먼트는 플레이어가 컨트롤러의 방향 패드를 빠르게 탭하여 말을 옮기는 플레이 스타일인 하이퍼태핑이 지배하게 되었다. 이는 플레이어가 D 패드를 길게 눌러 조각을 이동하는 지연 자동 이동(DAS) 기술과 대조된다. 하이퍼태핑은 최근 유입된 젊은 선수들 사이에서 특히 널리 퍼졌으며, 이 그룹은 2018년 결승전에서 노이바우어와의 승리를 포함하여 고등학교 시절 연속 타이틀을 획득한 Joseph "JdMfX_" Saelee의 게임을 선택하도록 크게 영감을 받은 그룹이다. 그리고 2019년 결승전에서 코지 "코리안"(Koryan) 니시오와의 경기도 있었다. 13세의 마이클 아르티아가 도그플레이테트리스(dogplayingtetris)는 결승전에서 그의 형제 앤드루 아르티아가 "픽셀앤디"(PixelAndy)를 꺾고 2020년 토너먼트에서 우승했다. 마이클은 제이콥 "후풀루푸거스" 허프(Jacob "Huffulufugus" Huff)를 3대 1로 꺾고 2021년 자신의 타이틀을 방어했다.
허프는 부족했지만 "롤링"으로 알려진 새로운 스타일의 플레이의 효율성을 보여주었다. 원래 CTWC 정규 크리스 "치즈" 마르티네즈(Chris "Cheez" Martinez)가 소개한 플레이 스타일은 한 손으로 컨트롤러의 방향 패드를 부분적으로 누르고 다른 손의 손가락으로 컨트롤러 뒷면을 두드린 다음 컨트롤러를 첫 번째 방향으로 끝까지 밀어내는 방식이다. 손으로 입력을 등록한다. 새로운 전략은 세계 기록이 4배 이상 증가하는 등 득점 기록의 물결을 가져왔고, 이전 DAS 플레이어와 하이퍼태퍼(아르티아가 형제 포함)가 플레이 스타일을 채택하는 것을 보았다.
3년 만에 포틀랜드에서 열린 2022년 대회는 롤러들이 장악했다. 에릭 "EricICX" 톨트는 저스틴 유 "Fractal161"을 물리치고 3대 1로 타이틀을 획득했다. 세 번째 게임에서는 두 플레이어 모두 210만 포인트를 초과했으며 톨트가 게임에서 승리하고 나중에 왕관을 차지했다.
2023년 이벤트에서 유는 결승에서 네덜란드의 이브 "Sidnev" 커맨더(Commandeur)를 3-2로 물리치고 0-2로 뒤진 첫 타이틀을 획득했다. 커맨더는 또한 2024년 이벤트에서 윌리스 깁슨 '블루 스쿠티'(Willis Gibson "Blue Scuti")와 노아 뎅글러(Noah Dengler)가 공동으로 기록한 16개의 최대 아웃으로 예선 기록을 세웠다.
처음으로 패서디나에서 열린 2024년 토너먼트에서 알렉스 택(Alex Thach)는 결정자 부문에서 마이클 아르티아가(Michael Artiaga) 도그플레이테트리스를 제치고 첫 타이틀을 획득했다.

## 대회

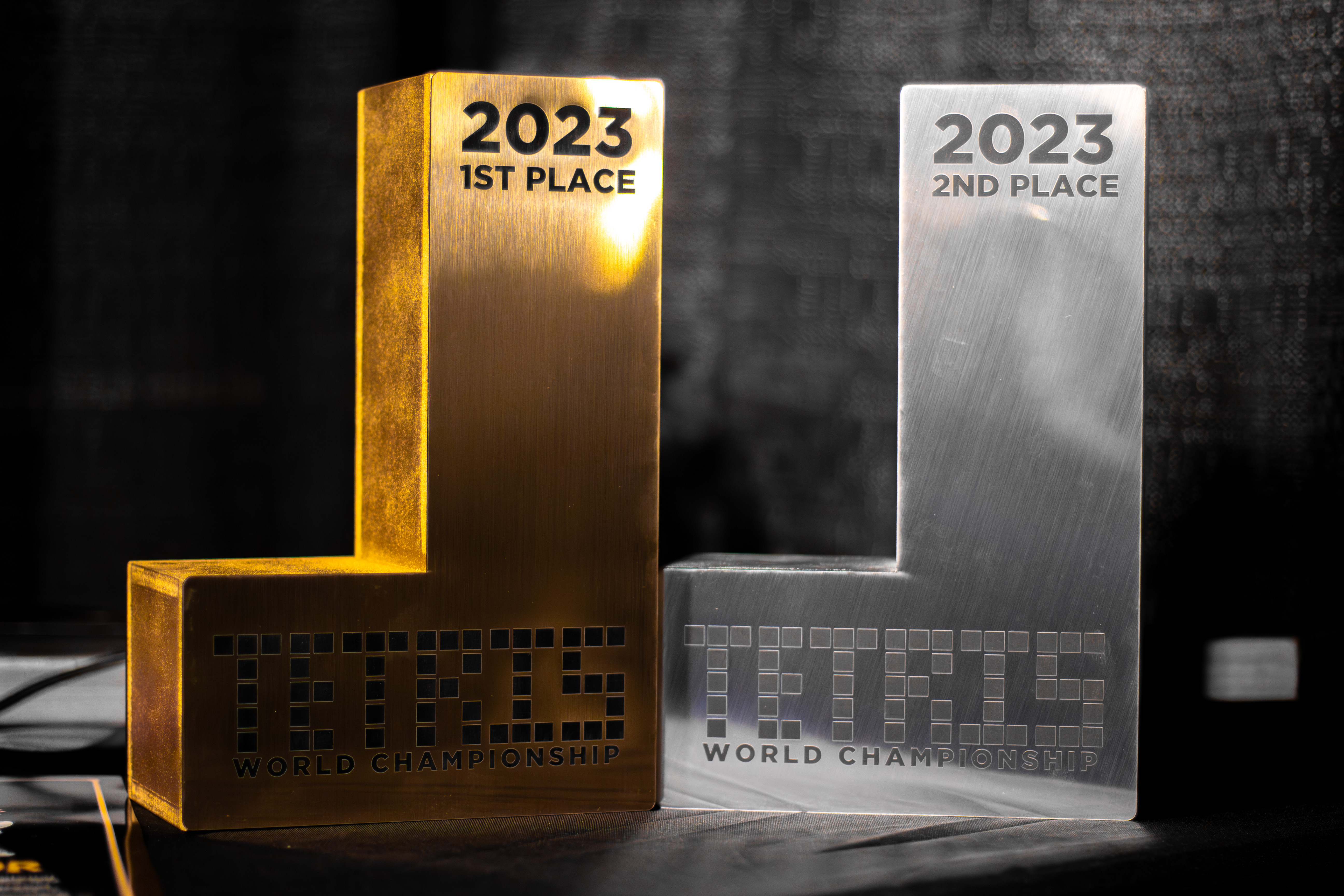
챔피언에게는 J-테트로미노 모양의 요나스 노이바우어 기념 트로피가 수여된다.

대회는 이틀에 걸쳐 진행되며, 첫째 날에는 예선 라운드, 둘째 날에는 메인 이벤트가 진행된다. 참가자는 자신의 컨트롤러를 가져올 수 있지만 이는 수정되지 않은 원본 NES 컨트롤러이거나 충분히 충실하게 재현된 것으로 간주되는 애프터마켓 장치여야 한다. 대회 우승자와 2위 준우승자에게는 고인이 된 7회 챔피언 요나스 노이바우어의 이름을 딴 J 테트로미노 모양의 트로피인 요나스 노이바우어 기념 트로피가 수여된다. 2021년 노이바우어가 사망하기 전에 대회 우승자에게 수여되는 트로피는 T 테트로미노 모양이었다.

## 같이 보기
- 테트리스 이펙트